# Teinobasis rajah
Teinobasis rajah – gatunek ważki z rodziny łątkowatych (Coenagrionidae).